# Coll de Pins
El Coll de Pins és una muntanya de 500 metres que es troba al municipi de Rasquera, a la comarca catalana de la Ribera d'Ebre.
Aquest cim està inclòs a la llistat dels 100 cims de la FEEC.